# Campanula saxatilis
Campanula saxatilis är en klockväxtart som beskrevs av Carl von Linné. Campanula saxatilis ingår i släktet blåklockor, och familjen klockväxter.

## Underarter
Arten delas in i följande underarter:
- C. s. cytherea
- C. s. saxatilis

## Bildgalleri

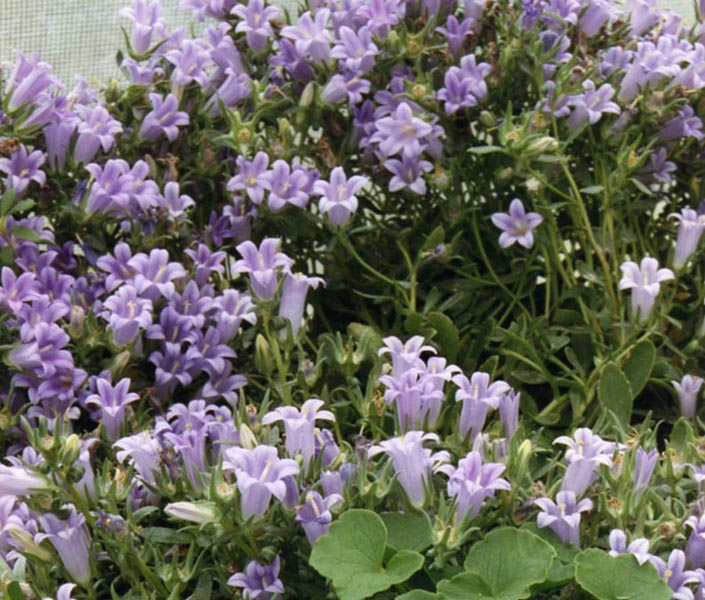
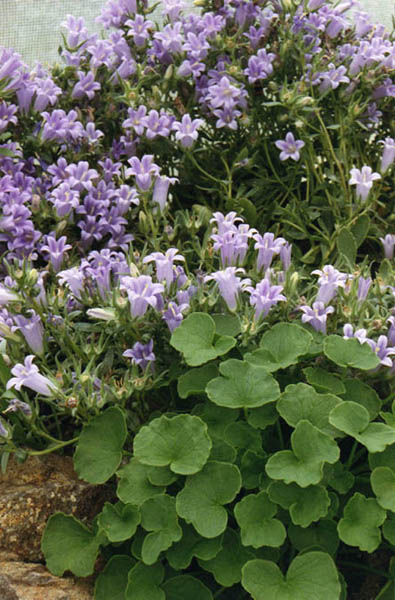